# Back Street Luv
"Back Street Luv" is een nummer van de Britse rockband Curved Air uit 1971. Het lied is geschreven door bandleden Ian Eyre, Sonja Kristina en Darryl Way en geproduceerd door de band en Colin Caldwell. Het werd opgenomen op het album Second Album en op single uitgebracht door het platenlabel van Warner.

## Hitlijsten
Het bereikte nummer 4 in de UK Singles Chart en plek 25 in de Nederlandse Top 40. Het bereikte ook de hitlijst in Duitsland, Frankrijk en Portugal.
In 1975 werd een liveversie afkomstig van het album Curved Air – Live uitgebracht, maar deze versie wist de hitlijst niet te halen. De Britse band Salad nam in 1997 een cover van het nummer op. 

### NPO Radio 2 Top 2000
Back Street Luv stond alleen in 2000 in de NPO Radio 2 Top 2000, op plek 1654.